# Funzione chiusa
In topologia, una funzione è chiusa se l'immagine di ogni chiuso è un chiuso. Più formalmente, una funzione f:X → Y tra spazi topologici è chiusa se per ogni chiuso F di X la sua immagine f(F) è chiusa in Y.

## Proprietà
La definizione di funzione chiusa è collegata a quella di funzione aperta (= l'immagine di ogni aperto è un aperto). Le due definizioni non coincidono.
Nella maggior parte dei casi è necessario dimostrare che una funzione è chiusa con lo scopo di verificare che sia un omeomorfismo. Infatti una f:X → Y tra spazi topologici è un omeomorfismo se e solo se valgono le seguenti ipotesi:
- f è biunivoca;
- f è continua;
- f è aperta o chiusa.

Infatti, se f è biunivoca, la sua inversa è continua se e solo se f è aperta. Inoltre, sempre se f è biunivoca, una funzione è aperta se e solo se è chiusa. 
Spesso è più facile dimostrare che una funzione è chiusa piuttosto che è aperta, grazie al fatto seguente: 
- Una funzione continua da un compatto ad uno spazio di Hausdorff è chiusa.

Non esiste un analogo teorema per le funzioni aperte.

## Esempi
La parabola f:R → R data da f(x) = x2 è una funzione chiusa. L'arcotangente f(x) = arctan(x) non è chiusa.
La proiezione del piano euclideo su uno dei due assi non è chiusa. Infatti un ramo di iperbole è un sottospazio chiuso del piano, che si proietta su una semiretta aperta x > 0.
Più in generale, le proiezioni di un prodotto di spazi topologici non sono necessariamente chiuse. Tuttavia, se Y è uno spazio compatto, la proiezione X × Y → X è chiusa. Questo risultato segue dal cosiddetto lemma del tubo.